# Новобокино
Новобокино — село в Сараевском районе Рязанской области России, административный центр Новобокинского сельского поселения.

## Географическое положение
Село расположено на берегу реки Бока в 20 км на юг от райцентра посёлка Сараи.

## История
На месте нынешнего села в XIX - начале XX века существовали село Тресвятское, сельцо Петровское и сельцо Новое Бокино (Ляпуново). Село Тресвятское с часовней «Трех Святителей — Василия Великого, Григория Богослова и Иоанна Златоуста» упоминается в окладных книгах 1676 года, где замечено, что прихожане начали селиться и часовня поставлена была в 1675 году. Владельцами села Тресвятского в XVII веке были: Аггей и Савва Алексеевы Шепелевы, Яков Романов и стольник Леонтий Яковлев Кокошкины, Степан Михайлов и Корнилий Богданов Шепелевы. В 1733 году в селе была поставлена новая деревянная церковь того же храмонаименования, в 1752 году при ней устроен был Сергиевский предел. В 1873 году построена была новая Трехсвятительская церковь с приделом Сергиевским. 
В 1893 году бывшего священника Добронравова и прихожан была построена новая деревянная церковь с колокольней на каменном фундаменте. Престолов было 3: средний главный – во Имя Трех Святителей, освящен 28 октября 1893 года, по правую сторону – во имя Архистратига Божия Михаила и слева – во имя Прп. Сергия, освящены придельные оба 26 сентября 1896 года.
В XIX — начале XX века село входило в состав Козьмо-Демьяновской волости Ряжского уезда Рязанской губернии. В 1906 году в селе Новое Бокино было 136 дворов, в селе Тресвятское — 91 двор, в сельце Петровское — 123 двора.
С 1929 года село являлось центром Новобокинского сельсовета Сараевского района Рязанского округа Московской области, с 1937 года — в составе Рязанской области, с 2005 года — центр Новобокинского сельского поселения.

## Население
| 1859 | 1897  | 1906  | 2010 |
| ---- | ----- | ----- | ---- |
| 753  | ↗2158 | ↘1016 | ↘414 |

## Инфраструктура
В селе имеются Новобокинская средняя общеобразовательная школа, Новобокинский сельский Дом культуры, почтовое отделение, амбулатория,  православный храм во имя Преп. Сергия Радонежского.